# Okres Sissach
Okres Sissach (německy Bezirk Sissach) je jedním z 5 okresů v kantonu Basilej-venkov ve Švýcarsku. Administrativním centrem okresu je Sissach.

## Geografie
Okres Sissach leží na jihovýchodě kantonu. Zahrnuje údolí Ergolztal, které začíná na jihu v průsmyku Unter Hauenstein na hranici s kantonem Solothurn, s četnými bočními údolími. Na východě a severu je okres ohraničen pásmy kopců, které patří ke stolové části Jury a tvoří přechod ke kantonu Aargau. Pouze na severovýchodě je údolí otevřené směrem k okresu Liestal. Okres Sissach je poměrně řídce osídlen a vyznačuje se převážně zemědělstvím, lesy a kopcovitým terénem. Na rozdíl od zbytku kantonu je tvořen převážně malými vesnicemi.

## Doprava
Okresem prochází železniční trať z Basileje do Oltenu, která úpatním tunelem Hauenstein protíná pohoří Jura a je jednou ze dvou hlavních napájecích tratí Gotthardské dráhy. Západně od nové trati s úpatním tunelem vede stará hauensteinská trať údolím Homburgertal. Ta je nyní využívána pouze pro regionální dopravu s linkou S9, tzv. Läufelfingerli, a slouží také jako alternativní trasa v případě poruch nebo přetížení Hauensteinského tunelu.
Souběžně s železniční tratí vede státní silnice a dálnice A2 z Basileje do Lucernu a stará průjezdní silnice přes oblast Unter Hauenstein.

## Seznam obcí
| Znak         | Název obce   | Počet obyvatel (31. 12. 2022) | Rozloha (km²) | Hustota zalidnění (obyv./km²) |
| ------------ | ------------ | ----------------------------- | ------------- | ----------------------------- |
| Anwil        | Anwil        | 531                           | 3,95          | 134                           |
| Böckten      | Böckten      | 806                           | 2,28          | 354                           |
| Buckten      | Buckten      | 717                           | 2,00          | 359                           |
| Buus         | Buus         | 1116                          | 8,85          | 126                           |
| Diepflingen  | Diepflingen  | 785                           | 1,44          | 545                           |
| Gelterkinden | Gelterkinden | 6217                          | 9,78          | 636                           |
| Häfelfingen  | Häfelfingen  | 259                           | 3,97          | 65                            |
| Hemmiken     | Hemmiken     | 264                           | 3,39          | 78                            |
| Itingen      | Itingen      | 2323                          | 3,13          | 742                           |
| Känerkinden  | Känerkinden  | 527                           | 1,48          | 356                           |
| Kilchberg    | Kilchberg    | 171                           | 1,59          | 108                           |
| Läufelfingen | Läufelfingen | 1369                          | 8,16          | 168                           |
| Maisprach    | Maisprach    | 937                           | 5,08          | 184                           |
| Nusshof      | Nusshof      | 276                           | 1,72          | 160                           |
| Oltingen     | Oltingen     | 524                           | 7,18          | 73                            |
| Ormalingen   | Ormalingen   | 2330                          | 6,39          | 336                           |
| Rickenbach   | Rickenbach   | 581                           | 2,90          | 200                           |
| Rothenfluh   | Rothenfluh   | 780                           | 10,95         | 71                            |
| Rümlingen    | Rümlingen    | 439                           | 2,28          | 193                           |
| Rünenberg    | Rünenberg    | 777                           | 4,97          | 156                           |
| Sissach      | Sissach      | 6812                          | 8,90          | 765                           |
| Tecknau      | Tecknau      | 818                           | 2,34          | 350                           |
| Tenniken     | Tenniken     | 907                           | 4,67          | 194                           |
| Thürnen      | Thürnen      | 1425                          | 2,26          | 631                           |
| Wenslingen   | Wenslingen   | 692                           | 5,92          | 117                           |
| Wintersingen | Wintersingen | 616                           | 6,95          | 89                            |
| Wittinsburg  | Wittinsburg  | 428                           | 3,20          | 134                           |
| Zeglingen    | Zeglingen    | 502                           | 7,91          | 63                            |
| Zunzgen      | Zunzgen      | 2719                          | 6,86          | 396                           |
| Celkem (29)  | Celkem (29)  | 36 648                        | 141,04        | 260                           |